# Meteorologický radar Skalky u Protivanova
Meteorologický radar Skalky u Protivanova slouží jako meteorologický radar nacházející se na nejvyšším vrcholu Drahanské vrchoviny, Skalkách. Stavba je i s radarem vysoká 37 metrů, je tvořena železobetonem a byla postavena v roce 1995. Úpatí se nachází ve výšce 730 m n. m.. Věž je přístupná jednou ročně v rámci dne otevřených dveří.

## Radar
Uvnitř se nachází meteorologický radar sloužící k detekci srážkové oblačnosti. Spolu s radarem v Brdech je součástí radarové sítě ČHMÚ. Při maximálním dosahu 256 km radar pokrývá celé území Moravy. Signál je vysílán v krátkých pulsech na frekvenci 5630 MHz. Interval měření je 5 min. Digitální zpracování přijatého signálu umožňuje vytvářet aktuální mapy srážkového pole o vysokém prostorovém rozlišení 1 km. Mezi roky 1995 až 2015 zde fungoval radar, který byl v roce 2015 nahrazen novým radarem typu Vaisala WRM200.